# 1671 en santé et médecine
| Années de la santé et de la médecine : 1668 - 1669 - 1670 - 1671 - 1672 - 1673 - 1674    |
| Décennies de la santé et de la médecine : 1640 - 1650 - 1660 - 1670 - 1680 - 1690 - 1700 |

Cet article présente les faits marquants de l'année 1671 en santé et médecine.

## Événements
- Molière est essoufflé en jouant les Fourberies de Scapin et est régulièrement pris de toux convulsives[1].

- A Lille, le premier hôpital militaire fixe est créé pour soulager l’Hospice Comtesse[2].
- A Paris, Guy-Crescent Fagon est nommé Professeur de botanique et de chimie au Jardin royal des plantes médicinales[3].

## Publications
- Sébastien Matte La Faveur (1626-1714), apothicaire et chimiste, publie Pratique de Chymie à  Montpellier[4].
- Les Secrets de la médecine des Chinois, rédigé à Canton par un jésuite anonyme, est imprimé à Grenoble[5].

## Naissances
- 2 septembre : Pierre-Jean-Baptiste Chomel (mort en 1740), médecin et botaniste français[6].
- 8 septembre : Pierre Polinière (mort en 1734), médecin, mathématicien et physicien français[7].

## Décès
- 6 septembre : Denis Joncquet (né en 1600), médecin et botaniste français[8].
- 1er novembre : Pierre Borel (né vers 1620), médecin, botaniste et érudit français[9].